# 卡其色笔螺
卡其色笔螺（学名：Strigatella acuminata），是新腹足目笔螺科焰笔螺属的一种。主要分布于越南、印度尼西亚、中国大陆、台湾，常栖息在潮间带。